# Le Pin de Balmar
Le Pin de Balmar (francès Pin-Balma) és un municipi del departament francès de l'Alta Garona, a la regió d'Occitània.